# Лаги (Тревизо)
Лаги је насеље у Италији у округу Тревизо, региону Венето.
Према процени из 2011. у насељу је живело 120 становника. Насеље се налази на надморској висини од 236 м.